# لويس أمارانتو بيريا
لويس أمارانتو بيريا موسكويرا (بالإسبانية: Luis Amaranto Perea)‏، من مواليد 30 يناير 1979 في توربو في كولومبيا، لاعب كرة قدم كولمبي.
بدأ مسيرته الكروية مع نادي إنديبنديينتي مودلن في عام 2000، ولعب معهم حتى عام 2003، وشارك معهم في 63 مباراة، وفي موسم 2003/2004 انتقل إلى نادي بوكا جونيورز الأرجنتيني، ولعب معهم 9 مباريات، ومنذ عام 2004 وهو يلعب مع نادي أتلتيكو مدريد الإسباني.

## مسيرته الكروية
لعب لويس أمارانتو بيريا خلال مسيرته الاحترافية مع 4 أندية في خمسة عشر موسمًا وسجل خلالها 5 أهداف ضمن 416 مباراة. حيث فاز في موسم واحد بالكأس وموسمين بالدوري.
خاض لويس أمارانتو بيريا مسيرته مع نادي إنديبندينتي ميديلين في موسم 2000 ليلعب معه أربعة مواسم، مشاركًا في 117 مباراة ولم يسجل أي هدف. ثم انتقل إلى نادي بوكا جونيورز في موسم 2003–04 لمدة موسم واحد، حيث شارك في 16 مباراة ولم يسجل أي هدف أيضًا. لينتقل بعدها إلى نادي أتلتيكو مدريد في موسم 2004–05 ليلعب معه ثمانية مواسم، مشاركًا في 224 مباراة ولم يسجل أي هدف أيضًا. ثم انتقل إلى نادي كروز آزول في موسم 2012–13 ولمدة موسمين، مشاركًا في 59 مباراة سجل خلالها 5 أهداف.

## روابط خارجية
- لويس أمارانتو بيريا على موقع الاتحاد الدولي (مؤرشف)  (الإنجليزية)
- لويس أمارانتو بيريا على موقع الاتحاد الأوربي (الإنجليزية)
- لويس أمارانتو بيريا على موقع قاعدة بيانات كرة القدم.إي يو (الإنجليزية)
- لويس أمارانتو بيريا على موقع ناشيونال فوتبول تيمز (الإنجليزية)
- لويس أمارانتو بيريا على موقع Soccerway.com (الإنجليزية)
- لويس أمارانتو بيريا على موقع عالم كرة القدم.نت (الإنجليزية)
- لويس أمارانتو بيريا على موقع AS.com (الإسبانية)